# Gavanaj
Gavanaj (persiska: گونج, گُّنَج, گَوَنيچ, گَوَنَخ, گَوَنَه) är en ort i Iran.   Den ligger i provinsen Qazvin, i den nordvästra delen av landet, 210 km väster om huvudstaden Teheran. Gavanaj ligger 1 243 meter över havet och antalet invånare är 196.
Terrängen runt Gavanaj är huvudsakligen kuperad, men norrut är den bergig. Gavanaj ligger nere i en dal. Runt Gavanaj är det ganska glesbefolkat, med 29 invånare per kvadratkilometer. Närmaste större samhälle är Nīārak, 11,1 km nordost om Gavanaj. Trakten runt Gavanaj består i huvudsak av gräsmarker.